# マリー・ルイ・ジョルジュ・コロン

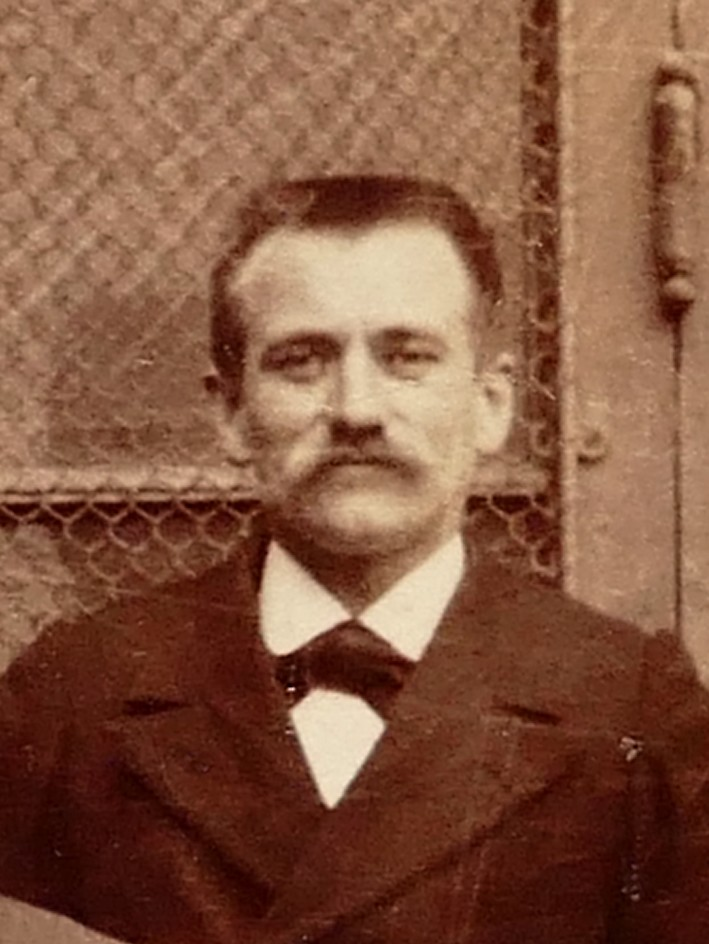
マリー・ルイ・ジョルジョ・コロン

マリー＝ルイ＝ジョルジュ・コロン（Marie-Louis-Georges Colomb、筆名クリストフェ（Christophe)、1856年5月25日 - 1945年1月3日）は、フランスの生物学者、教育者である。1989年から1904年の間に少年向けの雑誌 "Le Petit Français" などに発表されたいくつかのシリーズ絵物語（漫画）作品でも知られる。

## 略歴
オート＝ソーヌ県のルアー（Lure）に校長の息子として生まれた。少年時代の経験は作品 "Sapeur Camember" に生かされている。高等師範学校（Ecole Normale Supérieure）を1878年に卒業し、数学、物理学、博物学の学位を得た。仲間の学生には哲学者のアンリ・ベルクソンがいる。名門高校、リセ・コンドルセで博物学を教えた。1884年にリールのリセ・フェデルブ（Lycée Faidherbe）の教授となった。1887年にパリ大学の植物学の助手（préparateur de botanique）となり、博物学の博士号を得た。さまざまな新聞に挿絵を描いて収入を得るようになり、1889年に最初のバンド・デシネ（「続き漫画」）の作品 "La Famille Fenouillard" を発表し、その後多くの作品をクリストフェの筆名で発表した（筆名は探検家のクリストファー・コロンブスのファーストネームにちなむ）。
パリのソルボンヌ大学の講師となり、最終的には植物研究所の副所長となった。多くの植物学、動物学の教科書を執筆した。1924年から1939年の間、Radio-Parisで講義を行った。70年以上にわたって、コレージュ・セヴィニエで教職にあった。

## コロンのバンド・デシネ作品

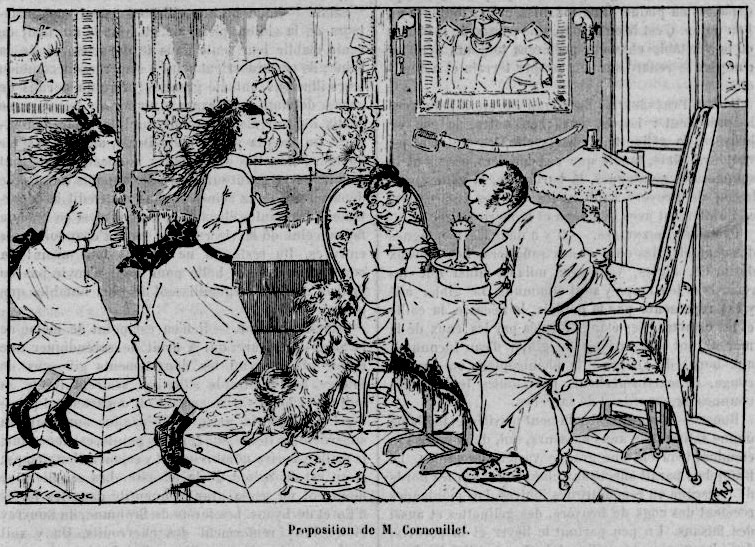
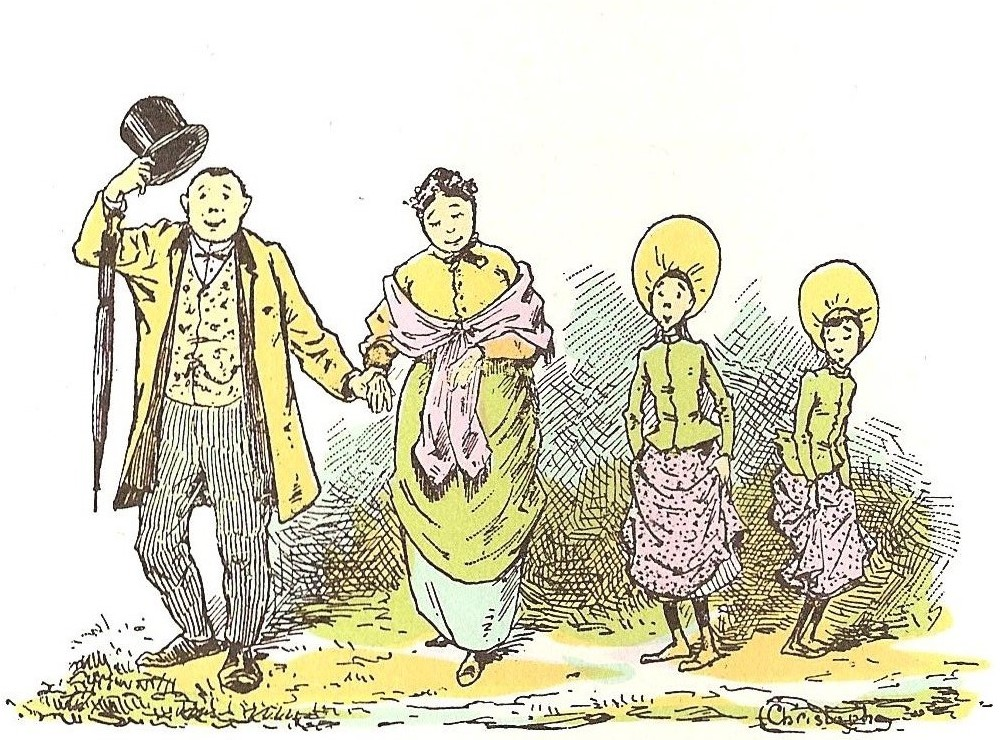
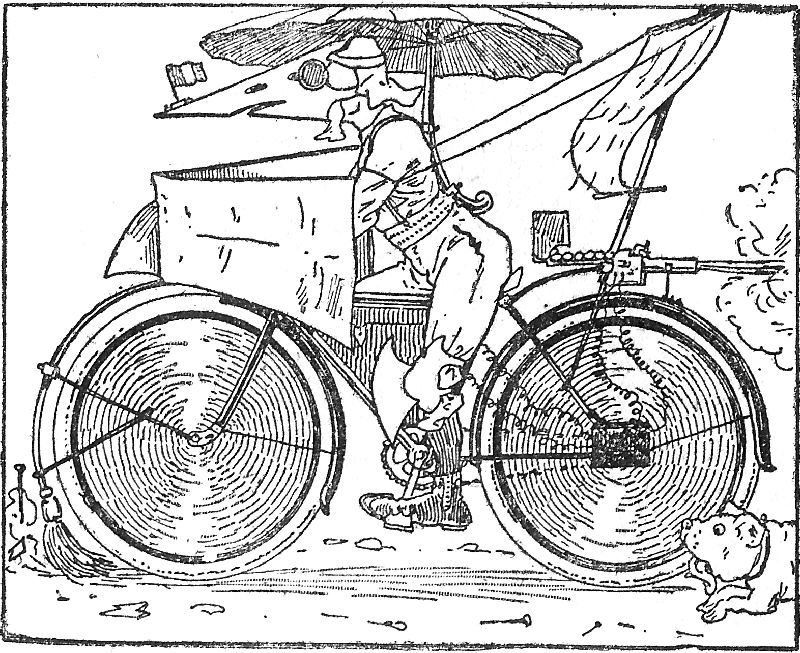

## 作品
- La Famille Fenouilard （1889年 - 1893年）
- Les Facéties du sapeur Camember （1890年 - 1896年）
- L'Idée fixe du savant Cosinus （1893年 - 1899年）
- Les Malices de Plick et Plock （1893年 - 1904年）